# Churchillparken

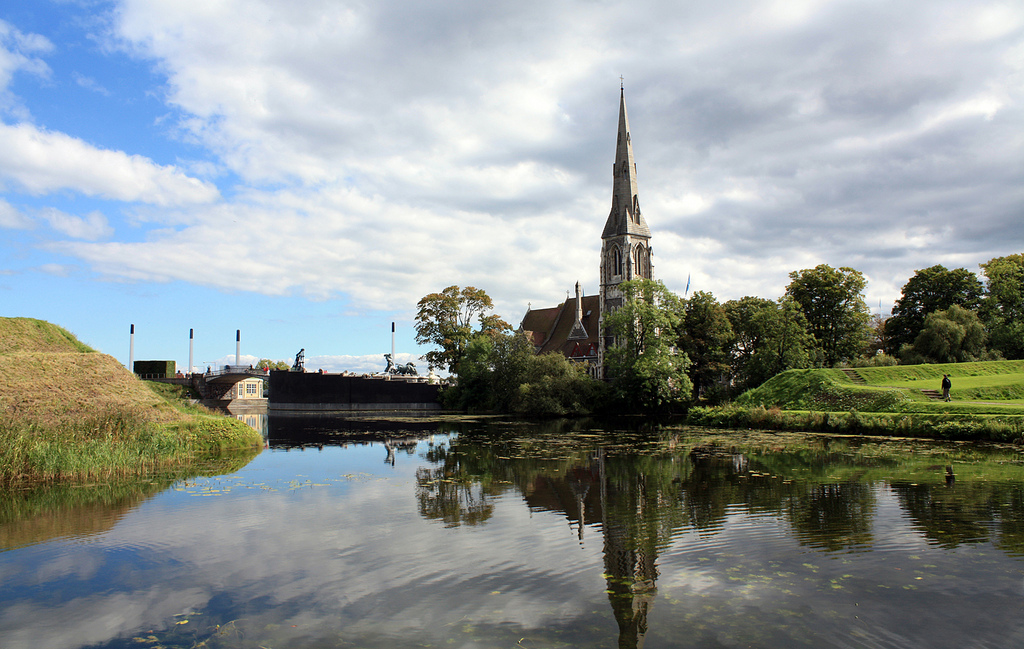
Churchillparken sedd från Kastellet.

Churchillparken är en offentlig park i Köpenhamn uppkallad efter Winston Churchill. Parken ligger vid Frihedsmuseet, Kastellet och den engelska kyrkan St. Alban's English Church. I parken finns flera skulpturer uppsatta, bland annat Stephan Sindings «Valkyrie».